# 수바우구스타역
수바우구스타역(이탈리아어: Subaugusta)은 로마 지하철 A선의 역 중 하나이다. 이 역은 티토 라비에노 대로 (viale Tito Labieno)와 오라지오 풀빌로 가 (via Orazio Pulvillo), 투스콜라나 가 (via Tuscolana) 사이 교차로에 위치해 있다.

## 시설
수바우구스타 역에는 다음과 같은 시설이 있다.
- 매표소
- 장애인 전용 탑승시설
- 에스컬레이터
- 파크 앤드 라이드 시설
- 역 감시카메라 (CCTV)

## 역 근처
- 무니치피오 로마 X (Municipio Roma X)
- 투스콜라나 가 (Via Tuscolana)
- 팔미로 톨라티 대로 (Viale Palmiro Togliatti)
- 이스티투토 루체 (Istituto Luce)